# Adobe Photoshop
Adobe Photoshop je profesionalni računalniški program za obdelavo fotografij in drugih grafik. Razvili so ga pri podjetju Adobe Systems, ki je trenutno eden izmed vodilnih izdelovalcev grafičnih programov na svetu.

## Zgodovina
Leta 1987 Thomas Knoll začne pisati prvi grafični program na Mac Plus-u. Nato še v istem letu s pomočjo svojega brata Johna ustvarita program imenovan »Display«. Leto kasneje pa progam Display preimnujeta v »ImagePro«.
V letu 1989 pa se za ImagePro začen zanimati Adobe in tako se program ponovno preimenuje. Tokrat v Adobe Photoshop in začne se razvoj. Tako leta 1990 izide Adobe Photoshop 1.0; prva verzija programa. Še istega leta program dopolnijo in izboljšajo in izide vezija 2.0. Dve leti kasneje, torej leta 1993, ustvarijo verzijo 2.5.1. Prva verzija ki je delovala na PowerPC čipu. Leto pozneje Photoshopu dodajo opcijo »Layers« v verziji 3.0. Leta 1998, ko izide verzija 5.0, dodajo zgodovino (»History«) ter paleto z barvami. Leto pozneje pa je izšla prva »Web Ready« verzija Photoshopa.

## Adobe Photoshop CS3
Različica programa, ki je izšla novembra leta 2007. Na voljo je v dveh različicah; Kot Adobe Photoshop CS3 ter Adobe Photoshop CS Extended. Razlika je predvsem v tem, da Extended podpira 2D in 3D grafiko.
Photoshop CS3 omogoča avtomatsko razvrščanje in spajanje plasti (za napredno urejanje). Prav tako pa na novo dodani filtri dodajajo moč orodjem.
Slabost pa je da Adobe Photoshop CS3 ne vsebuje programa za odpiranje animacij (Adobe ImageReady) In je za to potrebno dokupiti Adobe Fireworks

## Adobe Photoshop CS4
V letu 2009 je izšel Adobe Photoshop CS4, ki podpira 3D funkcijo, ki je zelo uporabna za risanje različnih objektov, ki jih je brez te funkcije težko risati.
Prav tako pa tudi Adobe Photoshop CS4 ne vsebuje Adobe image ready